# Estandarte de la Oración en el Huerto
Estandarte de la Oración en el Huerto o también conocido como «Paño de las Flores» del Paso Blanco es un estandarte que acompaña al paso de la Oración en el Huerto o Paso Blanco, en la Semana Santa en Lorca

## Autoría
El autor del mismo es Emilio Felices Barnés, y los materiales utilizados son Raso, sedas, hilo de oro, en cuanto a la técnica esta Bordado en sedas con la técnica del punto corto o punto «Español Felices», sus medidas son 220 x 140 cm. y los años de realización son entre 1915 y 1918.

## Tema
Según la descripción que hacen los historiadores Manuel Muñoz Clares y Eduardo Sánchez Abadíe, el estandarte representa el tema evangélico de Cristo orando en el huerto de Getsemaní, primer misterio doloroso del Santo Rosario.

## Estandarte
El bordado, de excepcional calidad, se elaboró a punto corto, un procedimiento novedoso que consistía en disponer, a partir de un diseño previo perfectamente detallado, pequeñas puntadas de seda horizontales y consecutivas. Así pues, esta técnica no permitía superponer unos puntos sobre otros para lograr matizaciones, sino que las gradaciones tonales se conseguían con una extensa gama de sedas, hábilmente escalonadas, siendo el resultado final similar al de un tapiz. Se le conoce popularmente como el «Paño de las Flores» por la espectacular orla que rodea la escena, un tupido manto de flores diversas en donde predominan rosas y claveles junto a pasionarias, pensamientos, azucenas, girasoles, crisantemos... Cristo está representado en actitud orante ante unas rocas, con la cabeza alzada y nimbada, arrodillado y con las manos enlazadas. De lo alto surge un haz luminoso que irradia sobre su rostro, y en primer término aparece un arbusto de espinos, con ramas sin hojas, que es símbolo de la maldición del pecado. Destaca el colorido intenso armonizado, básicamente, con tonos morados -flores, cielo y manto de Cristo- y amarillos -túnica de Cristo y conjunto floral-. En principio este bordado se ideó para adornar la cara inferior del techo del palio de la Virgen de la Amargura, pero tras su terminación y estreno fue adaptado como estandarte, por lo que se le añadió la parte baja rematada en pico y el bordado de oro de la cenefa, estrenándose así en 1928. Por este motivo lleva además añadida en el reverso, enmarcada en una cartela rococó, una imagen en sedas con el busto de la Dolorosa según pintura de Tiziano conservada en el Museo del Prado, bordado dirigido, al igual que la orla de oro, por José Cánovas. 
El estandarte reproduce el óleo del pintor alemán Heinrich Hofmann (1824-1911), realizado en 1890, actualmente en la iglesia de Riverside, de Nueva York, lo que pone de manifiesto que, en muchas ocasiones, los modelos del bordado lorquino solían tomarse de biblias ilustradas o de cromolitografías, muy populares entonces. En este sentido, fue bastante común la reproducción y divulgación de obras de tema religioso debidas a artistas académicos centroeuropeos del último tercio del siglo XIX, sobre todo alemanes, continuadores de la estética nazarena.